# Gornja Lomnica (Chorwacja)
Gornja Lomnica – wieś w Chorwacji, w żupanii zagrzebskiej, w mieście Velika Gorica. W 2011 roku liczyła 580 mieszkańców.
Miejscowość jest oddalona o około 10 km od centrum Zagrzebia i o około 6 km od Velikiej Goricy.